# Мамонтов, Владимир Петрович
Влади́мир Петро́вич Ма́монтов (19 сентября [1 октября] 1866, Могилёвская губерния — 28 августа [10 сентября] 1916, погиб на Северном фронте) — русский военачальник, инспектор артиллерии 5-й армии, генерал от артиллерии.

## Биография

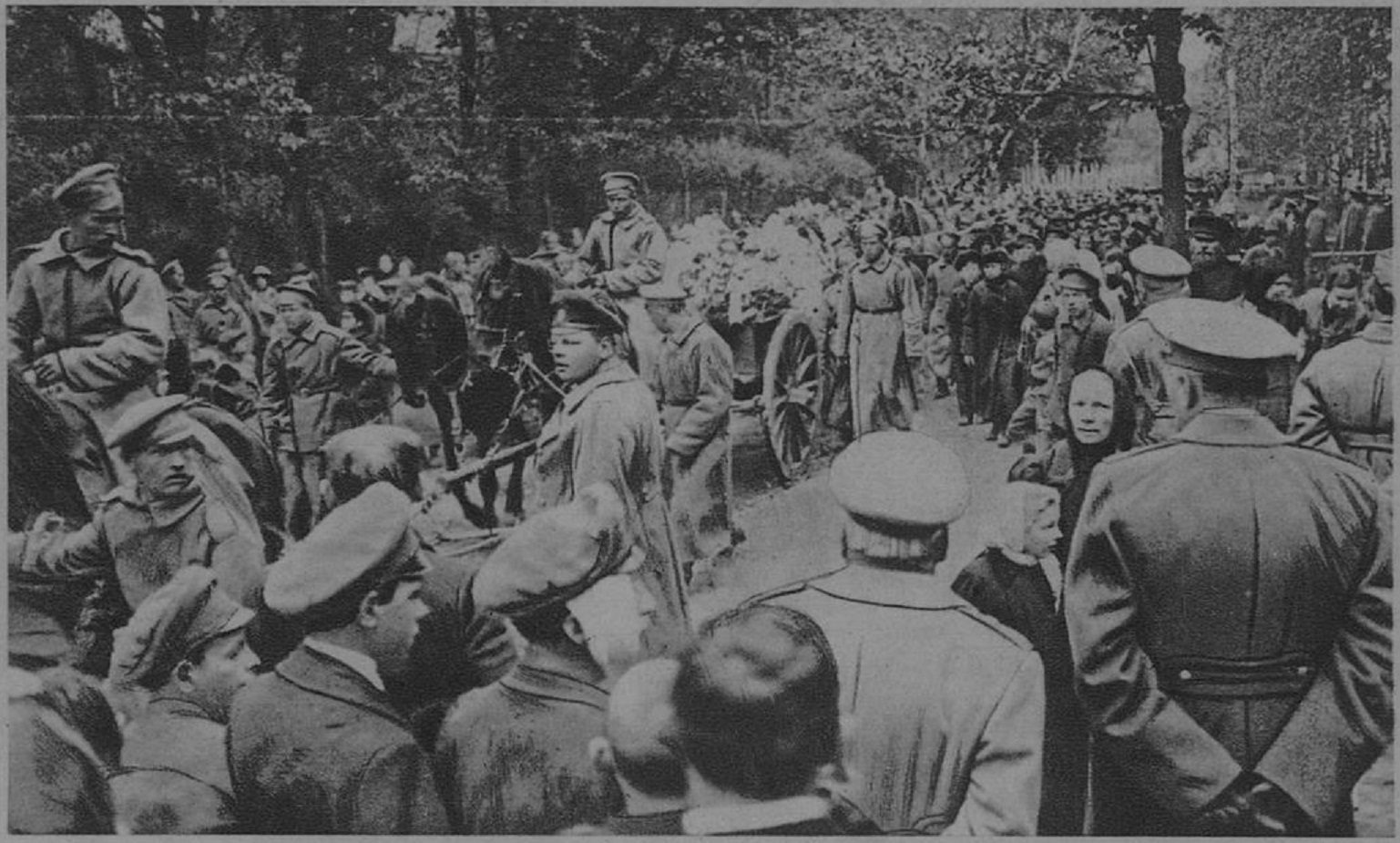
Похороны Владимира Мамонтова

Потомственный дворянин, православный. Родился в Могилёвской губернии в семье военного. Отец — командир Варшавской крепостной артиллерии генерал-майор Пётр Иванович Мамонтов. На момент рождения сына Владимира в 1866 году капитан Пётр Иванович Мамонтов исполнял должность заведующего оружейной мастерской Варшавской крепостной артиллерии. Сам Владимир окончил одно из самых престижных военно-учебных заведений Российской Империи того времени — Орловский Бахтина кадетский корпус по первому разряду в 1884 году и в том же году поступил в Михайловское артиллерийское училище.
По окончании курса в 1887 году произведён в подпоручики и направлен для дальнейшего прохождения службы в 3-ю гвардейскую и гренадерскую артиллерийскую бригаду, в которой прослужил до 1894 года. В бригаде был прикомандирован к гвардейским батареям (вначале без гвардейского чина; чин подпоручика гвардии получил в 1888), затем был бригадным адъютантом, состоял в управлении бригады. Кроме этого, был заведующим школой солдатских детей при бригаде и избирался членом суда общества офицеров. За время службы в бригаде был удостоен чина поручика гвардии (1891) и награждён орденом Святого Станислава 3-й степени. В 1894 году был командирован в Михайловское артиллерийское училище для усиления воспитательного персонала училища. В нём он прослужил 5 лет до 1899 года и состоял на должностях, последовательно: командир взвода, заведующий 1-м отделением младшего класса юнкеров, командир полубатареи, командующий (то есть неутверждённый в должности командира) 2-й батареей училища. За время службы удостаивался чинов штабс-капитана (за отличие, 1895), капитана гвардии (за отличие, 1897), а также ордена Святой Анны 3-й степени. В 1899 году был назначен командиром 2-й батареи Михайловского артиллерийского училища с переименованием в подполковники и с оставлением в списках 3-й Лейб-гвардии артиллерийской бригады. В этой должности служил до августа 1908 года, за это время был произведён в полковники (март 1904) и удостоен орденов Святого Станислава 2-й степени (декабрь 1899), Святой Анны 2-й степени (декабрь 1902) и Святого Владимира 4-й степени (декабрь 1904). Кроме того, в апреле 1903 года Мамонтов был награждён Командорским крестом ордена Короны Италии
12 августа 1908 года был командирован в 23-ю артиллерийскую бригаду на должность командира дивизиона. С марта по ноябрь 1909 года прошёл курс в офицерской артиллерийской школе с оценкой «успешно». В декабре этого же года удостоился ордена Святого Равноапостольного Князя Владимира 3-й степени. В 1910 году за отличие по службе получил чин генерал-майора и с 1910 года по 1913 год назначался командиром различных артиллерийских бригад, последовательно: 2-й резервной (которая на тот момент расформировывалась, в связи с чем Мамонтов командовал ею лишь несколько месяцев), 26-й и 1-й гренадерской. В составе 1-й гренадерской артиллерийской бригады участвовал в сражениях против Австро-Венгрии и Германии.
В октябре 1914 года был назначен инспектором артиллерии 28-го армейского корпуса, а затем начальником артиллерии восточного отдела осады крепости Перемышль. Участвовал в боях с австрийцами при обложении крепости Перемышль по день её сдачи 9 марта 1915 года. За отличие в делах против австрийцев был награждён орденами Святой Анны 1-й степени с мечами, Святого Станислава 1-й степени с мечами, а также мечами к уже имеющемуся ордену Святого Владимира 3-й степени. Также за отличие в делах против неприятеля был удостоен чина генерал-лейтенанта в 1915 году и назначен на должность командира 60-й пехотной дивизии с зачислением по армейской пехоте. В этом же году был награждён орденом Святого Равноапостольного Князя Владимира 2-й степени с мечами. В 1915 году участвовал в боях с австрийцами в Карпатах и в Галиции, а также в боях против Германии на Двине. 18 апреля 1916 года был назначен инспектором артиллерии 5-й армии.
28 августа 1916 года генерал-лейтенант Мамонтов был убит на ст. Рожище «бомбой брошенной с аэроплана». Такая причина смерти В. П. Мамонтова указана в карточке офицерской картотеки бюро по учёту потерь. Похоронен 7 сентября на Московском Братском кладбище. Был посмертно удостоен чина генерала от артиллерии.

## Семья
В. П. Мамонтов был женат на дочери «артиллерии генерал-майора Ф. Юзвикевича девице Зинаиде Францевне Юзвикевич». Сыновья: Николай (род. 14 декабря 1893 года), Михаил (род. 12 февраля 1897 года).
Николай Владимирович Мамонтов закончил Александровский кадетский корпус (1911) и Михайловское артиллерийское училище (1914), дослужился до капитана 1-й лейб-гвардии артиллерийской бригады, во время Гражданской войны служил в ВСЮР, получил чин полковника. После Гражданской войны эмигрировал в Югославию, член Общества офицеров-артиллеристов, в 1931 году состоял в редколлегии «Вестника объединения Российских Пажеского, Морского и кадетских корпусов в королевстве Югославии». Служил на офицерской должности в Русском охранном корпусе (командир батальона, с 12 мая 1945 года корпусной интендант). После сдачи Корпуса в плен британцам — в лагере Келлерберг (Австрия). После окончания Второй мировой войны жил в Венесуэле, умер 15 сентября 1963 года в Валенсии (Венесуэла).

## Награды
- Орден Святого Станислава 3-й степени 30 августа 1932 г.
- Орден Святой Анны 3-й степени 14 мая 1896 г.
- Орден Святого Станислава 2-й степени 6 декабря 1899 г.
- Орден Святой Анны 2-й степени 6 декабря 1902 г.
- Командорский крест Ордена Короны Италии 14 апреля 1903 г.
- Орден Святого Равноапостольного Князя Владимира 4-й степени 6 декабря 1904 г.
- Орден Святого Равноапостольного Князя Владимира 3-й степени 6 декабря 1909 г.
- За отличия по службе произведён в генерал-майоры 18 мая 1910 г.
- Орден Святой Анны 1-й степени с мечами 27 октября 1914 г.
- Орден Святого Станислава 1-й степени с мечами 27 октября 1914 г.
- Мечи к имеющемуся ордену Святого Равноапостольного Князя Владимира 3-й степени 27 октября 1914 г.
- За отличия в делах против неприятеля произведён в генерал-лейтенанты 16 мая 1915 г.
- Орден Святого Равноапостольного Князя Владимира 2-й степени с мечами 12 июня 1914 г.
- За отличия в делах против неприятеля произведён в чин генерала от артиллерии (посмертно) 28 ноября 1916 г.
- Четыре медали:

 — на Александровской ленте медаль «В память царствования императора Александра III»
 — серебряная на Андреевской ленте медаль «В память Священного Коронования Их Императорских Величеств 14 мая 1896 г.»
 — светлобронзовая медаль «В память 100-летия Отечественной войны 1812»
 — светлобронзовая медаль «В память 300-летия царствования дома Романовых»

- ЕГО ИМПЕРАТОРСКОЕ ВЕЛИЧЕСТВО в присутствии своем в Царском Селе, ноября 28-го дня 1916 года, соизволил отдать следующий приказ: производится за отличия в делах против неприятеля, числившийся по полевой лёгкой артиллерии, бывший инспектор артиллерии 5-й армии, убитый в бою с неприятелем, Генерал-Лейтенант Мамонтов — в Генералы от Артиллерии со старшинством с 28 августа 1916 г.

— Высочайший приказ о чинах военных от 28 ноября 1916 года. 
 Библиотека Царское Село. Высочайшие приказы о чинах военных за 1916 год.